# Forns de Casa-en-Ponç
Els Forns de Casa-en-Ponç (o Casampons) fou un jaciment arqueològic situat als afores de Berga, al Berguedà, inclòs a l'Inventari del Patrimoni Arqueològic i Paleontològic de Catalunya.
Fou excavat l'any 1959 per A. del Castillo. S'hi trobaren diversos forns de ceràmica grisa, datats als segles xii i xiii.
Darrerament s'han fet estudis arqueomètrics destinats a determinar la zona on es venien les peces de terrissa produïdes en aquest indret.
Actualment, el jaciment ha desaparegut per efecte de la urbanització de la zona.